# 20 kilomètres marche féminin aux Jeux olympiques d'été de 2016
Pour un article plus général, voir Athlétisme aux Jeux olympiques d'été de 2016.
Navigation
Londres 2012 Tokyo 2020
L'épreuve du 20 kilomètres marche féminin aux Jeux olympiques de 2016 se déroule le 19 août 2016 à Rio de Janeiro, au Brésil.

## Résultats
| Rang                                | Athlète                    | Pays               | Temps           | Notes |
| ----------------------------------- | -------------------------- | ------------------ | --------------- | ----- |
| Médaille d'or, Jeux olympiques      | Liu Hong                   | Chine              | 1 h 28 min 35 s |       |
| Médaille d'argent, Jeux olympiques  | María Guadalupe González   | Mexique            | 1 h 28 min 37 s |       |
| Médaille de bronze, Jeux olympiques | Lü Xiuzhi                  | Chine              | 1 h 28 min 42 s |       |
| 4                                   | Antonella Palmisano        | Italie             | 1 h 29 min 03 s |       |
| 5                                   | Qieyang Shenjie            | Chine              | 1 h 29 min 04 s |       |
| 6                                   | Ana Cabecinha              | Portugal           | 1 h 29 min 23 s |       |
| 7                                   | Érica de Sena              | Brésil             | 1 h 29 min 29 s |       |
| 8                                   | Beatriz Pascual            | Espagne            | 1 h 30 min 24 s |       |
| 9                                   | Regan Lamble               | Australie          | 1 h 30 min 28 s |       |
| 10                                  | Anežka Drahotová           | République tchèque | 1 h 30 min 43 s |       |
| 11                                  | Elisa Rigaudo              | Italie             | 1 h 31 min 04 s |       |
| 12                                  | Inês Henriques             | Portugal           | 1 h 31 min 28 s |       |
| 13                                  | Émilie Menuet              | France             | 1 h 32 min 04 s |       |
| 14                                  | Kimberly García            | Pérou              | 1 h 32 min 09 s |       |
| 15                                  | Antigoni Drisbioti         | Grèce              | 1 h 32 min 32 s |       |
| 16                                  | Kumiko Okada               | Japon              | 1 h 32 min 42 s |       |
| 17                                  | Nastassia Yatsevich        | Biélorussie        | 1 h 32 min 53 s |       |
| 18                                  | Ángela Castro              | Bolivie            | 1 h 32 min 54 s |       |
| 19                                  | Nadiya Borovska            | Ukraine            | 1 h 33 min 01 s |       |
| 20                                  | Raquel González            | Espagne            | 1 h 33 min 03 s |       |
| 21                                  | Inna Kashyna               | Ukraine            | 1 h 33 min 15 s |       |
| 23                                  | Maria Michta-Coffey        | États-Unis         | 1 h 33 min 36 s |       |
| 23                                  | María Guadalupe Sánchez    | Mexique            | 1 h 33 min 44 s |       |
| 24                                  | Paola Pérez                | Équateur           | 1 h 33 min 53 s |       |
| 25                                  | Viktória Madarász          | Hongrie            | 1 h 33 min 59 s |       |
| 26                                  | Tanya Holliday             | Australie          | 1 h 34 min 22 s |       |
| 27                                  | Magaly Bonilla             | Équateur           | 1 h 34 min 54 s |       |
| 28                                  | Paulina Buziak             | Pologne            | 1 h 35 min 01 s |       |
| 29                                  | Brigita Virbalytė-Dimšienė | Lituanie           | 1 h 35 min 11 s |       |
| 30                                  | Mirna Ortiz                | Guatemala          | 1 h 35 min 11 s |       |
| 31                                  | Wendy Cornejo              | Bolivie            | 1 h 35 min 17 s |       |
| 32                                  | Sandra Arenas              | Colombie           | 1 h 35 min 40 s |       |
| 33                                  | Julia Takács               | Espagne            | 1 h 35 min 45 s |       |
| 34                                  | Miranda Melville           | États-Unis         | 1 h 35 min 48 s |       |
| 35                                  | Alana Barber               | Nouvelle-Zélande   | 1 h 35 min 55 s |       |
| 36                                  | Maritza Guaman             | Équateur           | 1 h 35 min 56 s |       |
| 37                                  | Daniela Cardoso            | Portugal           | 1 h 36 min 13 s |       |
| 38                                  | Yeseida Carrillo           | Colombie           | 1 h 36 min 28 s |       |
| 39                                  | Yeongeun Jeon              | Corée du Sud       | 1 h 36 min 31 s |       |
| 40                                  | Rachel Tallent             | Australie          | 1 h 37 min 08 s |       |
| 41                                  | Alejandra Ortega           | Mexique            | 1 h 37 min 33 s |       |
| 42                                  | Grace Wanjiru              | Kenya              | 1 h 37 min 49 s |       |
| 43                                  | Stefany Coronado           | Bolivie            | 1 h 37 min 56 s |       |
| 44                                  | Agnieszka Szwarnóg         | Pologne            | 1 h 38 min 01 s |       |
| 45                                  | Andreea Arsine             | Roumanie           | 1 h 38 min 16 s |       |
| 46                                  | Valentyna Myronchuk        | Ukraine            | 1 h 38 min 20 s |       |
| 47                                  | Panayiota Tsinopoulou      | Grèce              | 1 h 38 min 24 s |       |
| 48                                  | Mária Czaková              | Slovaquie          | 1 h 38 min 29 s |       |
| 49                                  | Cisiane Lopes              | Brésil             | 1 h 38 min 35 s |       |
| 50                                  | Ana Veronica Rodean        | Roumanie           | 1 h 38 min 42 s |       |
| 51                                  | Jessica Hancco             | Pérou              | 1 h 39 min 08 s |       |
| 52                                  | Maritza Poncio             | Guatemala          | 1 h 40 min 09 s |       |
| 53                                  | Agnese Pastare             | Lettonie           | 1 h 40 min 15 s |       |
| 54                                  | Khushbir Kaur              | Inde               | 1 h 40 min 33 s |       |
| 55                                  | Mária Gáliková             | Slovaquie          | 1 h 40 min 35 s |       |
| 56                                  | Živilė Vaiciukevičiūtė     | Lituanie           | 1 h 41 min 28 s |       |
| 57                                  | Claudia Ștef               | Roumanie           | 1 h 41 min 47 s |       |
| 58                                  | Barbara Kovacs             | Hongrie            | 1 h 42 min 11 s |       |
| 59                                  | Rita Recsei                | Hongrie            | 1 h 42 min 41 s |       |
| 60                                  | Chahinez Nasri             | Tunisie            | 1 h 42 min 57 s |       |
| 61                                  | Askale Tiksa               | Éthiopie           | 1 h 44 min 15 s |       |
| 62                                  | Diana Aydosova             | Kazakhstan         | 1 h 44 min 49 s |       |
| 63                                  | Anel Oosthuizen            | Afrique du Sud     | 1 h 45 min 06 s |       |
| —                                   | Agnieszka Dygacz           | Pologne            | DNF             |       |
| —                                   | Sapana Sapana              | Inde               | DNF             |       |
| —                                   | Yesenia Miranda            | Salvador           | DNF             |       |
| —                                   | Sandra Galvis              | Colombie           | DNF             |       |
| —                                   | Neringa Aidietytė          | Lituanie           | DNF             |       |
| —                                   | Yehualeye Beletew          | Éthiopie           | DSQ             |       |
| —                                   | Eleonora Giorgi            | Italie             | DSQ             |       |
| —                                   | Mayra Herrera              | Guatemala          | DSQ             |       |
| —                                   | Daseul Lee                 | Corée du Sud       | DSQ             |       |
| —                                   | Lee Jeong-eun              | Corée du Sud       | DSQ             |       |
| —                                   | Polina Repina              | Kazakhstan         | DSQ             |       |